# متمم عرض جغرافیایی
در علم جغرافیا، نود درجه منهای عرض جغرافیایی را مُتَمِّم عَرض جغرافیایی می‌گویند.

## نمونه
جمع عرض جغرافیایی با متمم‌اش نود می‌شود.
| محل      | عرض      | متمم عرض |
| -------- | -------- | -------- |
| قطب شمال | ۹۰°      | ۰°       |
| خط استوا | ۰°       | ۹۰°      |
| قطب جنوب | منفی ۹۰° | ۱۸۰°     |

## کاربرد در اخترشناسی
در نیمکره شمالی کره زمین هر گاه میل یک ستاره از متمم عرض جغرافیایی محل بیشتر باشد (شمالی‌تر باشد) این ستاره هیچگاه زیر افق نمی‌رود. به بیان دیگر: نواری به پهنای عرض جغرافیایی محل از شمال نقشه ستارگان، ستارگان دور قطبی هستند. مثلاً در تهران ستارگانی که میلی بیش از °۵۴ شمالی داشته باشند دور قطبی هستند و به‌طور کلی نواری به پهنای °۳۶ از شمال نقشه، ستارگان دور قطبی را در تهران تشکیل می‌دهند. دانشمندان قدیم این ستارگان را ستارگان اَبَدی‌الظهور (همیشه‌دیده) می‌نامیدند.
در نیمکره شمالی کره زمین هرگاه میل جنوبی یک ستاره از متمم عرض جغرافیایی محل بیشتر باشد (جنوبی‌تر باشد) این ستاره همیشه زیر افق خواهد بود. به بیان دیگر: نواری به پهنای عرض جغرافیایی محل از جنوب نقشه ستارگان، ستارگان دور قطبی جنوبی هستند و هیچگاه طلوع نمی‌کنند. مثلاً در تهران ستارگانی که میلی بیش از °۵۴ جنوبی داشته باشند دور قطبی جنوبی هستند؛ و به‌طور کلی نواری به پهنای °۳۶ از جنوب نقشه ستارگان در تهران اصلاً قابل دیدن نیستند. مثلاً ستاره آلفا قنطورس با میل حدود ۶۰ جنوبی در تهران قابل رؤیت نیست. در قدیم این ستارگان را اَبَدی‌الخِفاء (هیچ‌نادیده) می‌نامیدند.